# Seznam kostelů v okrese Frýdek-Místek
Seznam kostelů v okrese Frýdek-Místek

## Existující kostely
| Fotografie | Kostel                              | Obec, část obce            | Církev, užití   | Založení (úpravy)      | Sloh                        | Zajímavosti                                                                |
| ---------- | ----------------------------------- | -------------------------- | --------------- | ---------------------- | --------------------------- | -------------------------------------------------------------------------- |
|            | Bazilika Navštívení Panny Marie     | Frýdek-Místek - Frýdek     | Římskokatolická | 1777                   | barokní                     |                                                                            |
|            | Kostel sv. Jana Křtitele            | Frýdek-Místek - Frýdek     | Římskokatolická | 14. stol (1524) (1604) | gotický                     |                                                                            |
|            | Evangelický kostel ve Frýdku        | Frýdek-Místek - Frýdek     | ČCE             | 1911                   | novogotický                 |                                                                            |
|            | Kostel sv. Jošta                    | Frýdek-Místek - Frýdek     | Římskokatolická | 1612                   | pozdně renesanční           |                                                                            |
|            | Kostel sv. Jakuba                   | Frýdek-Místek - Místek     | Římskokatolická | 1644                   | gotický                     |                                                                            |
|            | Kostel Všech svatých                | Frýdek-Místek - Místek     | Římskokatolická | 1720                   |                             |                                                                            |
|            | Kostel sv. Jana a Pavla             | Frýdek-Místek - Místek     | Římskokatolická | 1767                   | rokokový                    |                                                                            |
|            | Kostel sv. Šimona a Judy            | Frýdek-Místek - Lískovec   | Římskokatolická | 1790                   | pozdně barokní              |                                                                            |
|            | Kostel sv. Cyrila a Metoděje        | Frýdek-Místek - Chlebovice | Římskokatolická | 1863                   |                             |                                                                            |
|            | Kostel Panny Marie Sněžné           | Frýdek-Místek - Lysůvky    | Římskokatolická | 1798                   |                             |                                                                            |
|            | Kostel sv. Martina                  | Frýdek-Místek - Skalice    | Římskokatolická | 1617                   | renesanční                  |                                                                            |
|            | Kostel sv. Michaela archanděla      | Řepiště                    | Římskokatolická | 1485                   | historizující               |                                                                            |
|            | Kostel sv. Vavřince                 | Paskov                     | Římskokatolická | 1746                   | barokní                     |                                                                            |
|            | Kostel sv. Jana a Pavla             | Krmelín                    | Římskokatolická | 1900                   |                             |                                                                            |
|            | Kostel sv. Jiří                     | Brušperk                   | Římskokatolická | před 1305              | barokní gotický renesanční  |                                                                            |
|            | Kostel Nalezení sv. Kříže           | Staříč                     | Římskokatolická | 16. stol.              |                             |                                                                            |
|            | Kostel Nanebevzetí Panny Marie      | Fryčovice                  | Římskokatolická | 1345                   |                             |                                                                            |
|            | Kostel sv. Mikuláše                 | Hukvaldy - Rychaltice      | Římskokatolická | 1729                   | barokní                     |                                                                            |
|            | Kostel sv. Maxmiliána               | Hukvaldy                   | Římskokatolická | 1769                   | barokní                     |                                                                            |
|            | Kostel sv. Jana Křtitele            | Palkovice                  | Římskokatolická | 1631                   |                             |                                                                            |
|            | Kostel sv. Michala a sv. Barbory    | Kozlovice                  | Římskokatolická | 1742                   |                             |                                                                            |
|            | Kostel sv. Maří Magdalény           | Kunčice pod Ondřejníkem    | Římskokatolická | 1814                   | klasicistní                 |                                                                            |
|            | Kostel sv. Prokopa a sv. Barbory    | Kunčice pod Ondřejníkem    | Římskokatolická | ok. 1800               | karpatský dřevěný kostel    | Dovezen do Kunčic ze Zakarpatské Rusi roku 1931                            |
|            | Kostel sv. Jana Nepomuckého         | Čeladná                    | Římskokatolická | 1759                   | pozdně barokní              |                                                                            |
|            | Kostel sv. Bedřicha                 | Bílá                       | Římskokatolická | 1874                   |                             |                                                                            |
|            | Kostel sv. Jindřicha                | Staré Hamry                | Římskokatolická | 1865                   | novogotický                 |                                                                            |
|            | Kostel Panny Marie                  | Staré Hamry                | Římskokatolická | 1890                   |                             |                                                                            |
|            | Evangelický kostel v Ostravici      | Ostravice                  | ČCE             | 1874                   |                             |                                                                            |
|            | Kostel Nejsvětější Trojice          | Ostravice                  | Římskokatolická | 1789                   | klasicistní                 |                                                                            |
|            | Kostel sv. Ignáce z Loyoly          | Malenovice                 | Římskokatolická | 1673                   |                             |                                                                            |
|            | Kostel sv. Bartoloměje              | Frýdlant nad Ostravicí     | Římskokatolická | 1690                   | barokní                     |                                                                            |
|            | Kostel Všech svatých                | Metylovice                 | Římskokatolická | 1577                   |                             |                                                                            |
|            | Kostel Panny Marie                  | Pržno                      | Římskokatolická | 1910                   | novorománský                |                                                                            |
|            | Kostel sv. Josefa                   | Janovice                   | Římskokatolická | 1891                   |                             |                                                                            |
|            | Kostel sv. Václava                  | Baška                      | Římskokatolická | 1933                   | funkcionalistický           |                                                                            |
|            | Kostel sv. Josefa                   | Staré Město                | Římskokatolická | 1904                   |                             |                                                                            |
|            | Kostel Všech svatých                | Sedliště                   | Římskokatolická | 1624                   |                             | Největší dřevěný kostel na Těšínsku                                        |
|            | Kostel sv. Stanislava               | Bruzovice                  | Římskokatolická | 1677                   | barokní                     |                                                                            |
|            | Kostel Navštívení Panny Marie       | Soběšovice                 | Římskokatolická | 1961                   |                             |                                                                            |
|            | Kostel sv. Jakuba Staršího          | Horní Domaslavice          | Římskokatolická | 1759                   | barokní                     |                                                                            |
|            | Kostel sv. Bartoloměje              | Třanovice                  | Římskokatolická | 1904                   | novogotický                 |                                                                            |
|            | Evangelický kostel v Třanovicích    | Třanovice                  | SCEAV           | 1931                   | modernistický               |                                                                            |
|            | Kostel sv. Jiří                     | Dobrá                      | Římskokatolická | 1686                   | barokní                     |                                                                            |
|            | Kostel sv. Jakuba a Filipa          | Dobratice                  | Římskokatolická | 1865                   |                             |                                                                            |
|            | Kostel sv. Antonína Paduánského     | Vyšní Lhoty                | Římskokatolická | 1640                   | renesanční                  |                                                                            |
|            | Kostel sv. Jana Nepomuckého         | Pražmo                     | Římskokatolická | 1817                   |                             |                                                                            |
|            | Evangelický kostel v Komorní Lhotce | Komorní Lhotka             | SCEAV           | 1783                   | klasicistní                 |                                                                            |
|            | Kostel Božského Srdce Páně          | Komorní Lhotka             | Římskokatolická | 1886                   |                             |                                                                            |
|            | Kostel Nanebevzetí Panny Marie      | Hnojník                    | Římskokatolická | 1812                   | empír                       |                                                                            |
|            | Kostel sv. Michaela archanděla      | Střítež                    | Římskokatolická | 1806                   |                             |                                                                            |
|            | Kostel Zvěstování Panny Marie       | Ropice                     | Římskokatolická | 1806                   | empír                       |                                                                            |
|            | Evangelický kostel v Gutech         | Třinec - Guty              | SCEAV           | 1923                   |                             |                                                                            |
|            | Kostel Božího Těla                  | Třinec - Guty              | Římskokatolická | 1563 2021              | gotický renesanční          | V roce 2017 kostel vyhořel, v roce 2021 byla postavena a vysvěcena replika |
|            | Sborový dům v Neborech              | Třinec - Nebory            | SCEAV           | 2001                   | modernistický brutalistický |                                                                            |
|            | Kostel sv. Alberta                  | Třinec - Staré Město       | Římskokatolická | 1885                   | novogotický                 |                                                                            |
|            | Evangelický kostel v Třinci         | Třinec - Staré Město       | SCEAV           | 1899                   | novogotický                 |                                                                            |
|            | Evangelický kostel v Oldřichovicích | Třinec - Oldřichovice      | SCEAV           | 1869                   |                             | Původně evangelická škola                                                  |
|            | Kostel sv. Kateřiny Alexandrijské   | Vendryně                   | Římskokatolická | před 1300              |                             |                                                                            |
|            | Kostel Povýšení sv. Kříže           | Bystřice                   | Římskokatolická | 1899                   | novorenesanční              |                                                                            |
|            | Evangelický kostel v Bystřici       | Bystřice                   | SCEAV           | 1817                   | empír                       |                                                                            |
|            | Kostel sv. Mikuláše                 | Nýdek                      | Římskokatolická | 1576                   | renesanční                  |                                                                            |
|            | Evangelický kostel v Hrádku         | Hrádek                     | SCEAV           |                        |                             |                                                                            |
|            | Evangelický kostel v Návsí          | Návsí                      | SCEAV           | 1820                   | barokní                     |                                                                            |
|            | Kostel sv. Josefa                   | Jablunkov                  | Římskokatolická | 1932                   |                             |                                                                            |
|            | Kostel Božího Těla                  | Jablunkov                  | Římskokatolická | 1620                   | pozdní renesanční           |                                                                            |
|            | Evangelický kostel v Písku          | Písek                      | SCEAV           | 2010                   |                             |                                                                            |
|            | Kostel Božího milosrdenství         | Písek                      | Římskokatolická | 1995                   |                             |                                                                            |
|            | Kostel Nanebevzetí Panny Marie      | Bukovec                    | Římskokatolická | 1939                   |                             |                                                                            |
|            | Kostel Povýšení sv. Kříže           | Horní Lomná                | Římskokatolická | 1896                   | neogotický                  |                                                                            |
|            | Kostel sv. Hedviky                  | Mosty u Jablunkova         | Římskokatolická | 1787                   | klasicistní                 |                                                                            |
|            | Kostel sv. Cyrila a Metoděje        | Hrčava                     | Římskokatolická | 1936                   |                             |                                                                            |

## Zaniklé kostely
- Kostel Navštívení Panny Marie v Soběšovicích (1789 - 1957)
- Kostel Všech Svatých v Třinci - Konské (1772 - 1969)